# Заклинання (Цілком таємно)
Заклинання (Invocation) — 5-й епізод восьмого сезону серіалу «Цілком таємно». Епізод не належить до «міфології серіалу» — це монстр тижня. Прем'єра в мережі «Фокс» відбулася 3 грудня 2000 року.
У США серія отримала рейтинг Нільсена, рівний 8.2, це означає, що в день виходу її подивилися 13.9 мільйона глядачів.

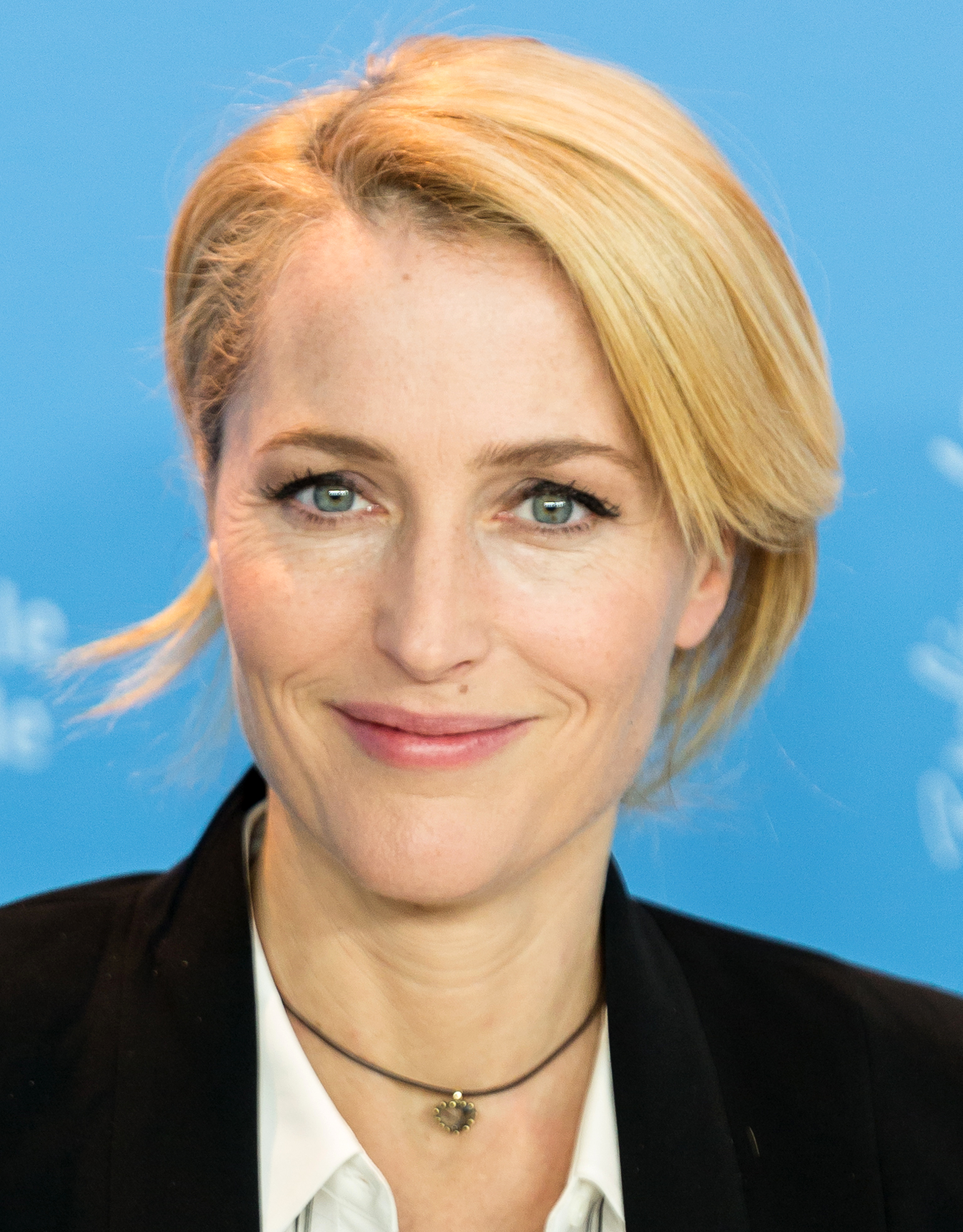

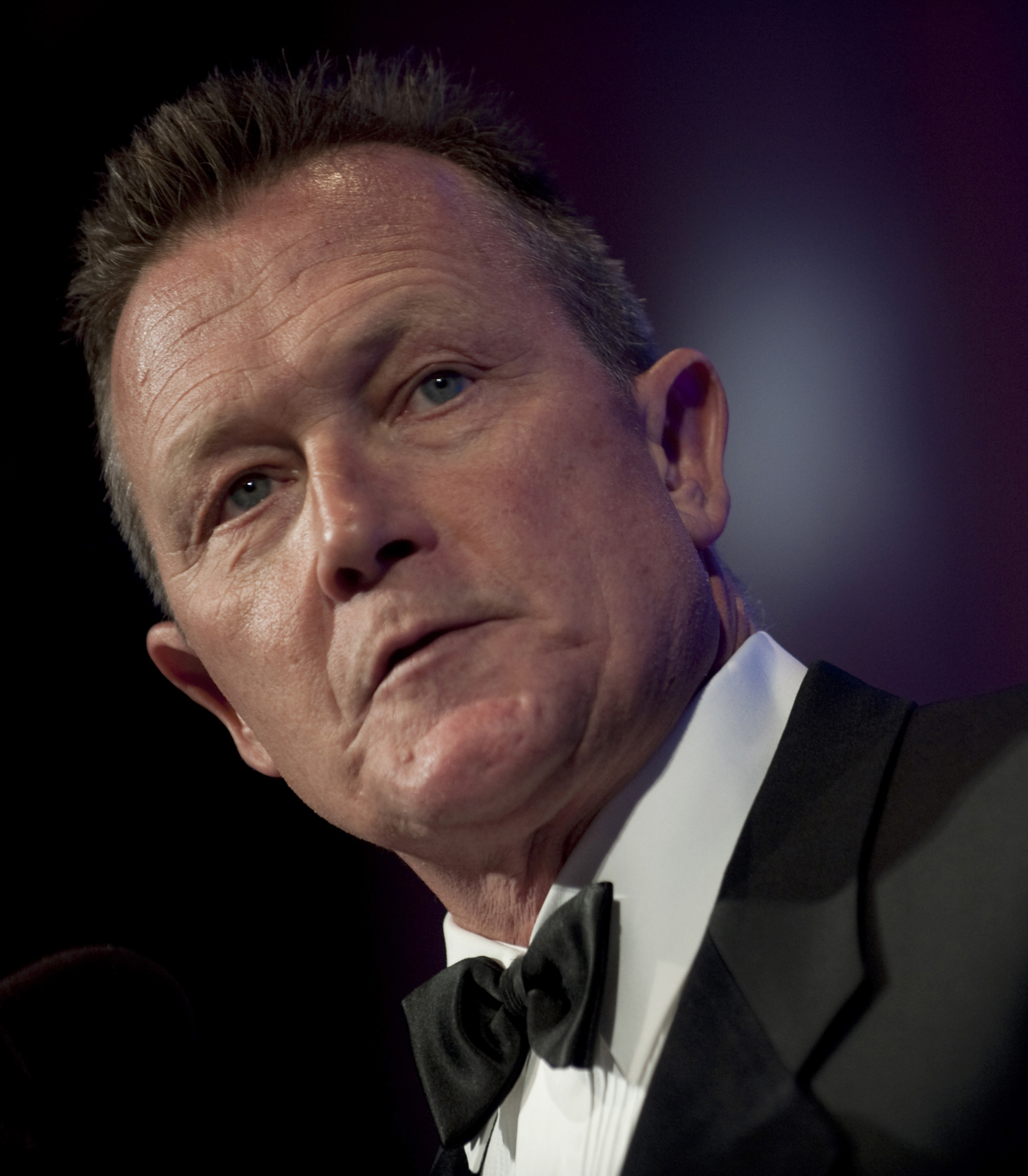

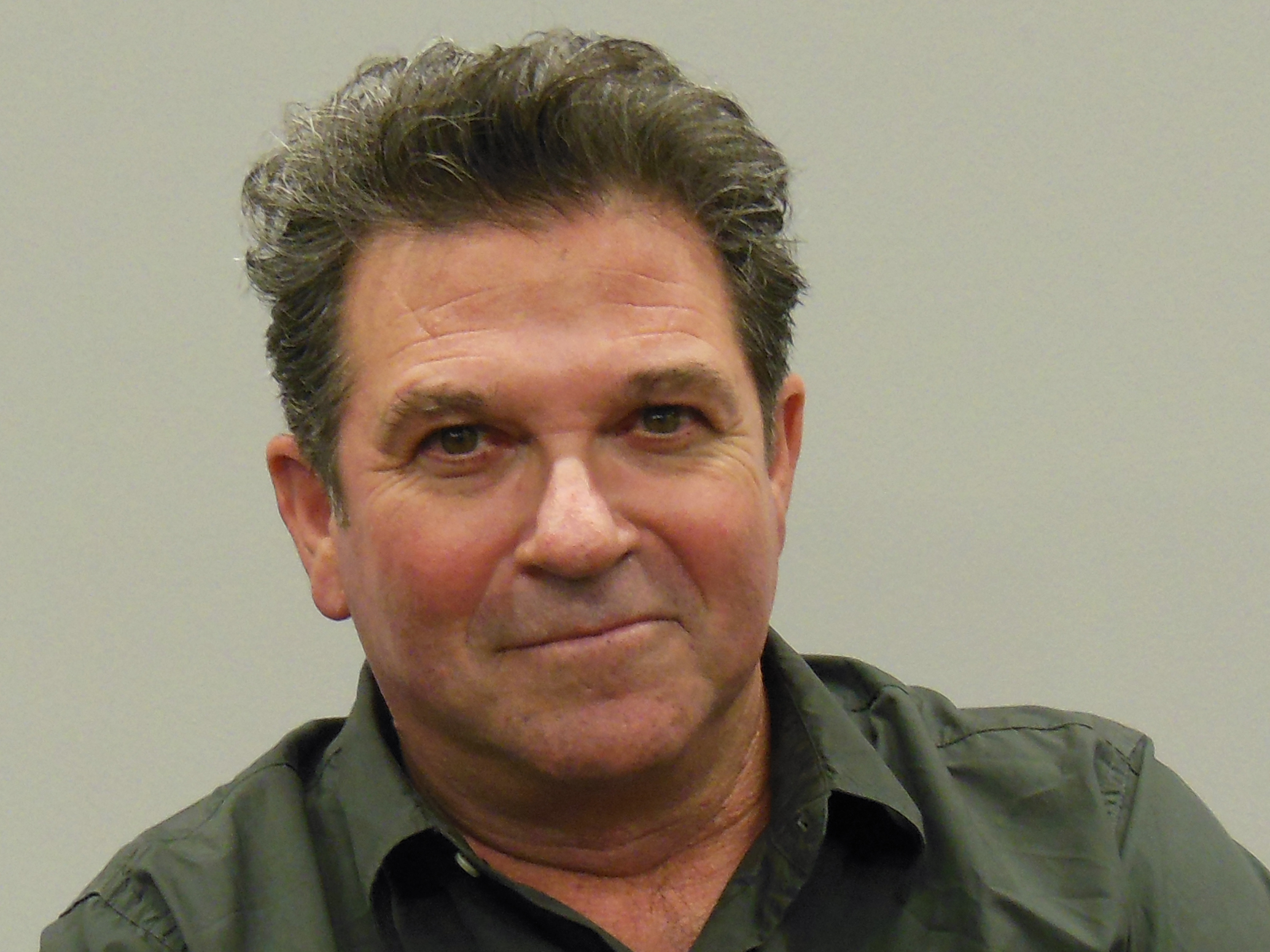

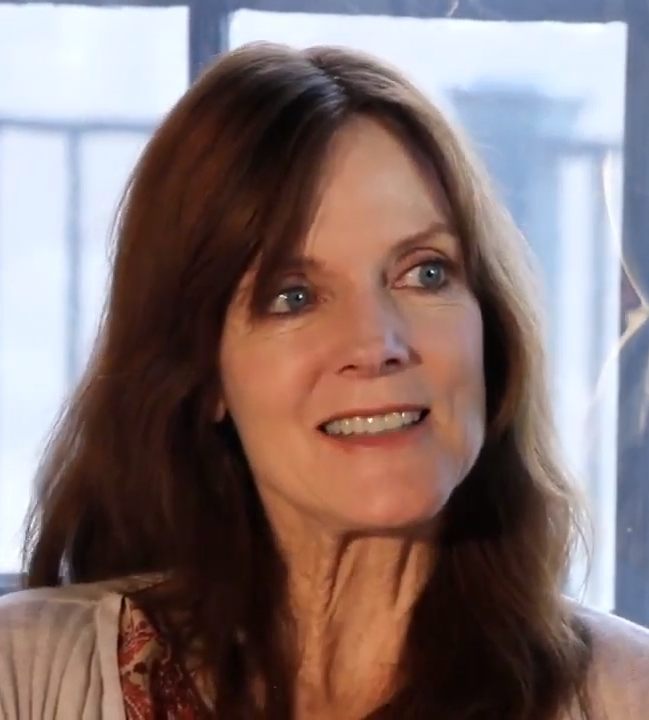

У 1990 році на дитячому майданчику пропадає семирічний Біллі Андервуд. Через десять років в школі, де вчиться другий син місіс Андервуд, Джош, з'являється Біллі. Він знаходиться в тому ж семирічному віці. Агенти Скаллі і Доггетт приступають до розслідування.

## Зміст
Істина поза межами досяжного
У 1990 році Біллі Андервуд зникає на шкільному ярмарку в Декстері (Оклахома) — доки біля нього вештався якийсь дивний юнак. Коли вагітна мати виявляє зникнення сина і вигукуючи шукає його, юнак крадькома кидає ранець зниклого на землю і йде геть.
Через десять років матір Біллі Лізу Андервуд викликають до місцевої початкової школи. Вона дізнається, що Біллі таємничим чином знову з'явився у школі, але, схоже, не постарів за те десятиліття, коли його бракувало. Хлопчик просто гойдається на тій самій гойдалці. Але теперішній Біллі веде себе геть тихо.
Дейна Скаллі і Джон Доггетт прибувають до відділку поліції, щоб побачити Біллі. Дейна проводить обстеження, позаяк хлопчик не йде на контакт — він не розмовляє навіть із батьками. Скаллі констатує — це здоровий семирічний хлопчик, котрий народився 17 років тому. Подружжя Андервудів хоче забрати Білла додому — Доггетт різко їх зупиняє і рушає опитувати хлопчика, який, здається, німий. Намагаючись змусити Біллі говорити, Доггетт тримає в пакунку речових доказів його ранець. Біллі впізнає ранець і тягнеться за ним — але Доггетт забирає річ. Це обурює Лізу і змушує Скаллі поставити під сумнів досвід Доггетта у справах про викрадення дітей.
Батьки привозять Біллі додому — собака Спаркі люто кидається на двері, за якими тихо стоїть хлопчик. В лікарні Дейна повідомляє Доггетту — це той самий хлопчик, що й 10 років тому — без якихось вікових змін. Що з погляду медицини є неможливим. Скаллі припускає, що Біллі — викрадений інопланетянами. Але Доггетт вважає Рональда Пернелла, місцевого правопорушника, у можливій причетності до зникнення хлопчика. При цьому Доггетт порушує деякі іструкції.
Коли Біллі повертається додому, його брат і батько відчувають неспокій щодо його присутності; Ліза сліпа до цих проблем. Поки Ліза та її чоловік сперечаються про Біллі, він заходить у кімнату брата, тримаючи ніж. Доггетт приїдить до помешкання Пурнелла, і в розмові бачить його розгубленість, коли агент пропонує зустрітися з Біллі. Коли Доггетт сідає у свій автомобіль, він дістає фотографію покійного сина, Люка.
Наступного ранку Ліза знаходить кривавий ніж у ліжку молодшого сина, хоча хлопчик неушкоджений. Біллі стоїть у кімнаті і дивиться на Джоша. Криміналістична експертиза вказує, що кров належить Біллі, хоча у нього немає травм. Дейна пропонує помістити Біллі в клініку під нагляд компетентних лікарів. На ножі є символ — його Біллі намалював під час допиту Доггетта, який також присутнім на поліцейській-психіатру Шерон Перл десятьма роками раніше. Батько неохоче садовить Біллі в автівку, і доки батьки холодно з'ясовують стосунки, хлопчик зникає. А Біллі вже стоїть за Джошем.
Тим часом Кел Джефрі з'являється у трейлері Пурнелла і вибиває його з рівноваги. Пурнелл йде в ліс і викопує череп. Пізніше Джефрі шантажує Пурнелла мовчати через щось, що стосується Біллі.
Скаллі і Доггетт приводять поліціянтку (а нині екстрасенса) Шерон Перл, до зустрічі з Біллі. Доторкнувшись до Біллі, Перл каже — відчуває, що через нього діють потужні сили, і що вона також відчуває подібні почуття від Доггетта — він теж когось втратив. Поведінка Доггетта підтверджує її здогад; потім у неї відбувається епілептичний напад, таємничий символ (як на ножі) формується на її чолі. «Швидка» забирає Перл; Доггетт вважає що вона робила красиву містифікацію. Однак коли Скаллі включає запис її нападу — він просить виключити. На запису у зворотному напрямку звучить дитяча колискова «Коли ти прокинешся — до тебе прибіжать коники». Пізніше Скаллі та Доггетт помічають, що Пурнелл під'їжджає до будинку Андервудів. Пурнелл впадає в паніку, коли бачить Біллі у своїй машині — а ззовні це спостерігає Доггетт. Після короткого переслідування Пурнелла заарештовують — але Біллі в машині нема. В іншому місці Джоша Андервуда викрадають на заправці, коли він дивиться на причіп для коней з поні всередині. Символ з'являється на трейлері.
Під час гострої суперечки в приміщенні поліції агенти дізнаються — зник молодший син Андервудів Джош. Після допиту Доггеттом Пурнелл зізнається, що викрав Біллі в 1990 році під впливом когось іншого. Доггетт визнає, що Пурнелл також став жертвою, і отримує ім'я: Кел Джефрі.
Поліція та двоє агентів ФБР їдуть до будинку Джефрі і знаходять Джоша у купе під підлогою причепа для коней. Доггетт переслідує Джефрі в лісі і ловить його — за спиною агента з'являється Білл. І зникає — Доггетт виявляє череп Біллі, який Пернелл розкопав раніше.
Поки Андервуди стоять над неглибокою могилою свого давно померлого сина, Доггетт висловлює Скаллі сумніви, що висновок справи був прикладом справедливості і жаліється на неможливість пояснити це. Скаллі вважає, що тіло є достатнім поясненням і важливо те, що Джоша Андервуда врятували від тієї ж долі.
Ви досягли мети. І немає значення — хочете ви це бачити чи ні.

## Зйомки
Епізод був написаний продюсером Девідом Аманом і став його п'ятим сценарієм. «Заклинання» було першим з двох епізодів «Цілком таємно», відзнятих Річардом Комптоном. Згодом він буде продовжувати режисуру епізоду восьмого сезону «Медуза». Хоча цей епізод був п'ятим в ефірі за сезон, це — шоста знята серія, про що свідчить виробничий номер. Більшість сцен було знято в Пасадені. Багато додаткових кадрів з епізоду пройшли прослуховування у кастинговому агентстві «General Casting».
В епізоді Доггетт розповідає, що його власний син був викрадений і вбитий. Таким чином, «Заклинання» ознаменувало б першу появу Люка Доггетта, сина Джона. Історія Люка переросте в сюжетну лінію, протягом якої Доггетт намагається дізнатися правду про вбивство сина. Роберт Патрік зазначив: «Епізод розпочав дуже важливу лінію, тому що ви починаєте бачити вразливість персонажа Доггетта, і що його рухає. Саме там ми вперше усвідомлюємо, що із ним щось трапилося. З ним пов'язана трагедія».
Пісня, яку Рональд Пурнелл співав Біллі, щоб його стишити і була продемонстрована як повідомлення на магнітофоні Скаллі, є традиційною афроамериканською колисковою з американського півдня «All the Pretty Little Horses».

## Показ і відгуки
«Заклинання» вперше вийшло на телеканалі «Fox» 3 грудня 2000 року. Епізод отримав рейтинг Нільсена 8,2, що означає — його бачили 8,2 % домогосподарств країни. Епізод переглянули 8,27 млн. домогосподарств та 13,9 млн глядачів. Епізод був показаний у Великій Британії та Ірландії на каналі «Sky One» 8 березня 2001 року; його переглянуло 0,64 мільйона глядачів.
Оглядачка «Телебачення без жалю» Джессіка Морган оцінила епізод як «B -» і, незважаючи на помірні похвали, завершила свій огляд так: «Я сумую за Малдером». Зак Гендлен з «The A.V. Club» відзначив епізод оцінкою «B-», написавши, що «це нормальний запис, який не дається повністю забути за допомогою деяких пам'ятних кадрів… та деяких пристойних стьобів Скаллі/Доггетта». Гендлен відчував змішане почуття щодо передісторії Доггетта, відзначаючи, що його введення «дійсно штовхає персонажа таким чином, аж підриває деякі з його найсильніших рис».
Роберт Ширман та Ларс Пірсон у книзі «Хочемо вірити: критичний посібник з Цілком таємно, Мілленіуму та Самотніх стрільців» оцінили епізод у 2.5 зірки з п'яти. Оглядачі високо оцінили здатність Аммана «викликати реакції реального світу з фантастичних ситуацій». Однак поставили під сумнів спосіб екстраполяції передісторії Доггетта. Вони відзначили, що Доггетта зображували, аж до цієї серії, як «твердого і надійного персонажа. Однак ця серія надає йому можливість порушити протокол і поводитись як хулігану» через випадок, що нагадує історію його померлого сина, ситуація, яка, на думку авторів, надто схожа на Саманту Малдер.
Пола Вітаріс з «Cinefantastique» надала епізоду змішаний огляд і присудила 2 зірки з чотирьох. Оглядачка зауважила: «„Заклинання“ — це шедевр, але тільки якщо ви порівняєте його з попередніми „Зозуленятами“». Вона детально розглянула це питання, назвавши серію «автономним епізодом, поєднанням „Одкровення“ та „Калушарів“»

## Знімалися
| Актор             | Роль            |
| ----------------- | --------------- |
| Роберт Патрік     | Джон Доггетт    |
| Джилліан Андерсон | Дейна Скаллі    |
| Еріх Андерсон     | Дуг Андервуд    |
| Меґі Бейрд        | Шерон Перл      |
| Родні Істмен      | Рональд Пернелл |
| Кім Грейст        | Ліза Андервуд   |
| Раян і Кайл Пепі  | Біллі Андервуд  |